# Мартиния

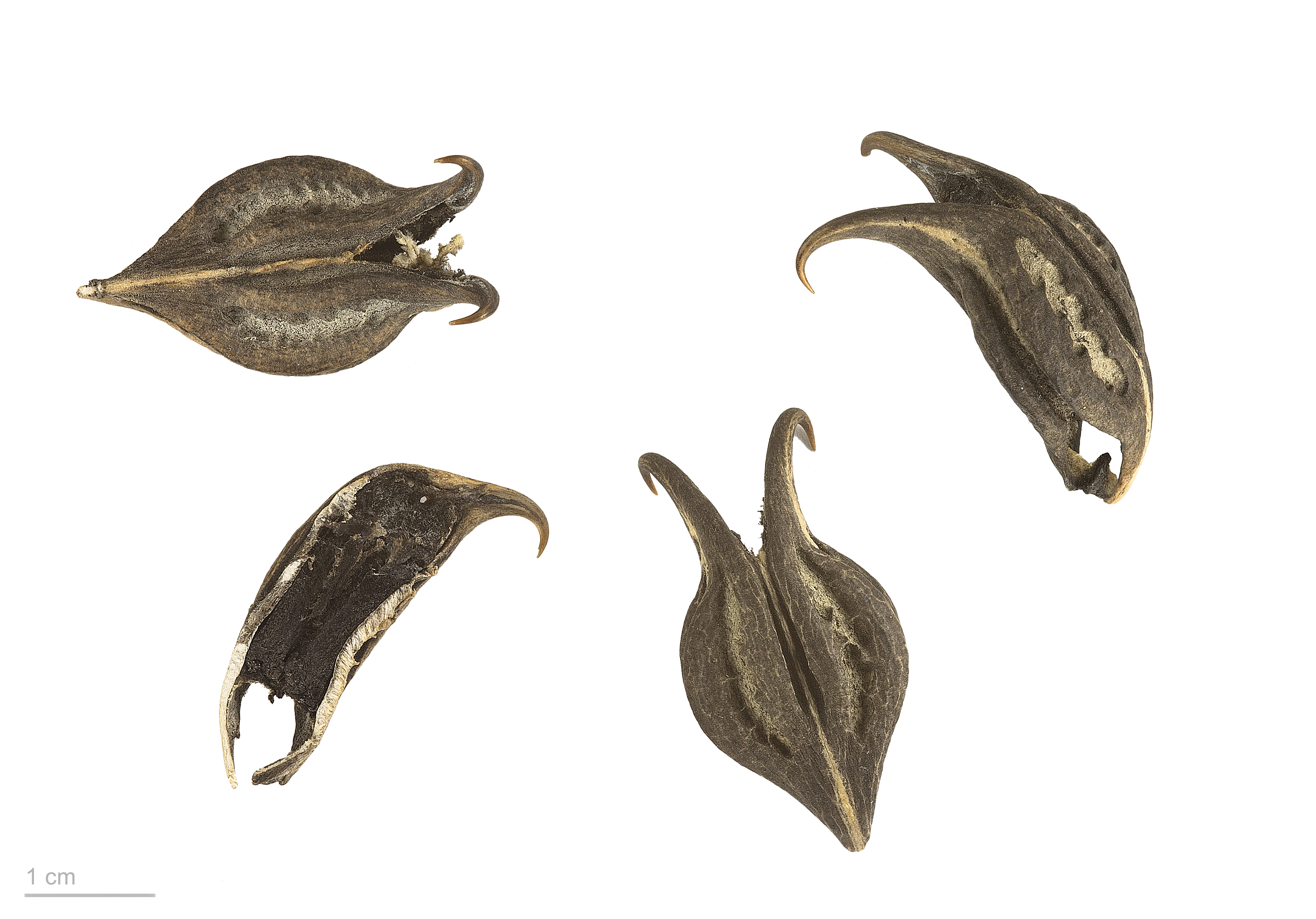
Martynia annua - Тулузский музеум

Мартиния (лат. Martynia) — род растений, включённый в семейство Мартиниевые (Martyniaceae). Согласно современным представлениям, включает один вид — Мартиния однолетняя (Martynia annua). Типовой род семейства.

## Название
Род Мартиния был назван в честь английского ботаника Джона Мартина (англ. John Martyn), первым создавшего подробное описание этого растения в своей книге Historia Plantarum Rariorum. Видовой эпитет «annua» означает «однолетняя». Также из-за большого крючкообразного плода растение получило неофициальное название "дьявольский коготь".

## Ботаническое описание

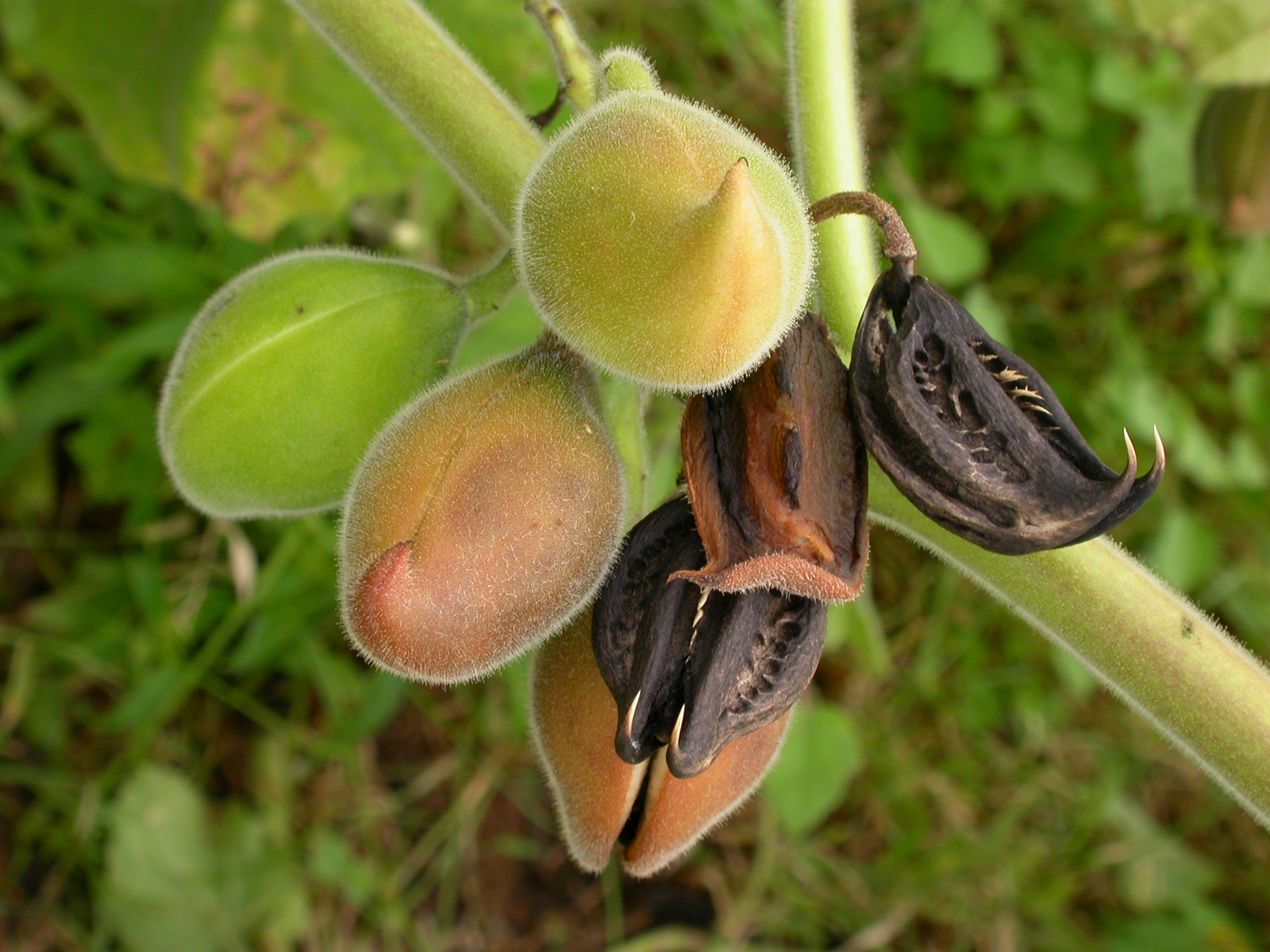
Плоды Мартинии.

Мартиния — однолетнее травянистое растение с полым прямостоячим, сильно ветвистым стеблем, достигающим 50—120 см в высоту. Листья с пильчатым краем, расположены супротивно, на длинных черешках, липкие, широко-эллипсоидальной формы, до 25 см длиной. Все части растения густо покрыты железистым опушением. Соцветия кистевидные, располагаются на концах побегов, включают 10—20 цветков. Цветки с пятью свободными чашелистиками. Венчик окрашен в беловатые, розоватые, тёмно-красные или тёмно-фиолетовые тона, с красно-сиреневыми пятнышками. Пыльцеобразующих тычинок две, пыльники белого цвета. Плод — крупная твёрдая коробочка яйцевидной формы с коротким роговидным отростком. Число хромосом 2n=32.

## Ареал
Естественный ареал Мартинии — Центральная Америка. Этот вид также завезён в Европу, Азию, Африку и Австралию.

## Таксономия
|  |                                      |  |                                                       |                                                       |                       |  | ещё 20 семейств (согласно Системе APG II) |            |                         |                                                |
|  |                                      |  |                                                       |                                                       |                       |  |                                           |            |                         | один вид, Мартиния однолетняя (Martynia annua) |
|  |                                      |  |                                                       | порядок Ясноткоцветные                                |                       |  |                                           |            | род Мартиния (Martynia) |                                                |
|  |                                      |  |                                                       | порядок Ясноткоцветные                                |                       |  |                                           |            | род Мартиния (Martynia) |                                                |
|  | отдел Цветковые, или Покрытосеменные |  |                                                       |                                                       | семейство Мартиниевые |  |                                           |            |                         |                                                |
|  | отдел Цветковые, или Покрытосеменные |  |                                                       |                                                       |                       |  |                                           |            |                         |                                                |
|  |                                      |  | ещё 44 порядка цветковых растений (по Системе APG II) | ещё 44 порядка цветковых растений (по Системе APG II) |                       |  |                                           | ещё 4 рода | ещё 4 рода              |                                                |
|  |                                      |  |                                                       | ещё 44 порядка цветковых растений (по Системе APG II) |                       |  |                                           |            | ещё 4 рода              |                                                |

### Синонимы
Рода:
- Disteira Raf., 1838
- Vatkea O.Hoffm., 1880

Вида:
- Carpoceras longiflora A.Rich., 1846
- Disteira angulosa (Lam.) Raf., 1838
- Martynia angulosa Lam., 1786
- Martynia diandra Gloxin, 1777
- Vatkea diandra (Gloxin) O.Hoffm., 1880